# Tumba de Mian Ghulam Kalhoro
A Tumba de Mian Ghulam Kalhoro é um santuário religioso localizado em Hyderabad, Sind, Paquistão. É o local de sepultamento de Mian Ghulam Shah Kalhoro que morreu em 1772 e acredita-se ser o fundador da cidade de Hyderabad no Paquistão bem como a segunda personalidade mais importante em Sind após Shah Abdul Latif Bhittai. É a mais antiga edificação em Hyderabad.

## Descrição
O Mausoléu de Kalhoro tem 56 pés (17 m) de largura e 36 pés (11 m) de altura. O santuário foi construído dentro de um forte de forma retangular. O interior da tumba é um exemplo maravilhoso da arte Sindi, decorado com douramentos, janelas em forma de arco e azulejos. As janelas em forma de arco são preenchidas com grades de terracota de padrões geométricos.

## Manutenção
O recinto murado da área do túmulo foi gradualmente preenchido por túmulos de outras pessoas, transformando-o em um cemitério. Desde 2011 a sua preservação está a cargo do governo da província de Sind.
O telhado abobadado da tumba desabou no início do século XX e foi substituído por um telhado plano. Desde então tem sido restaurado.

## Galeria

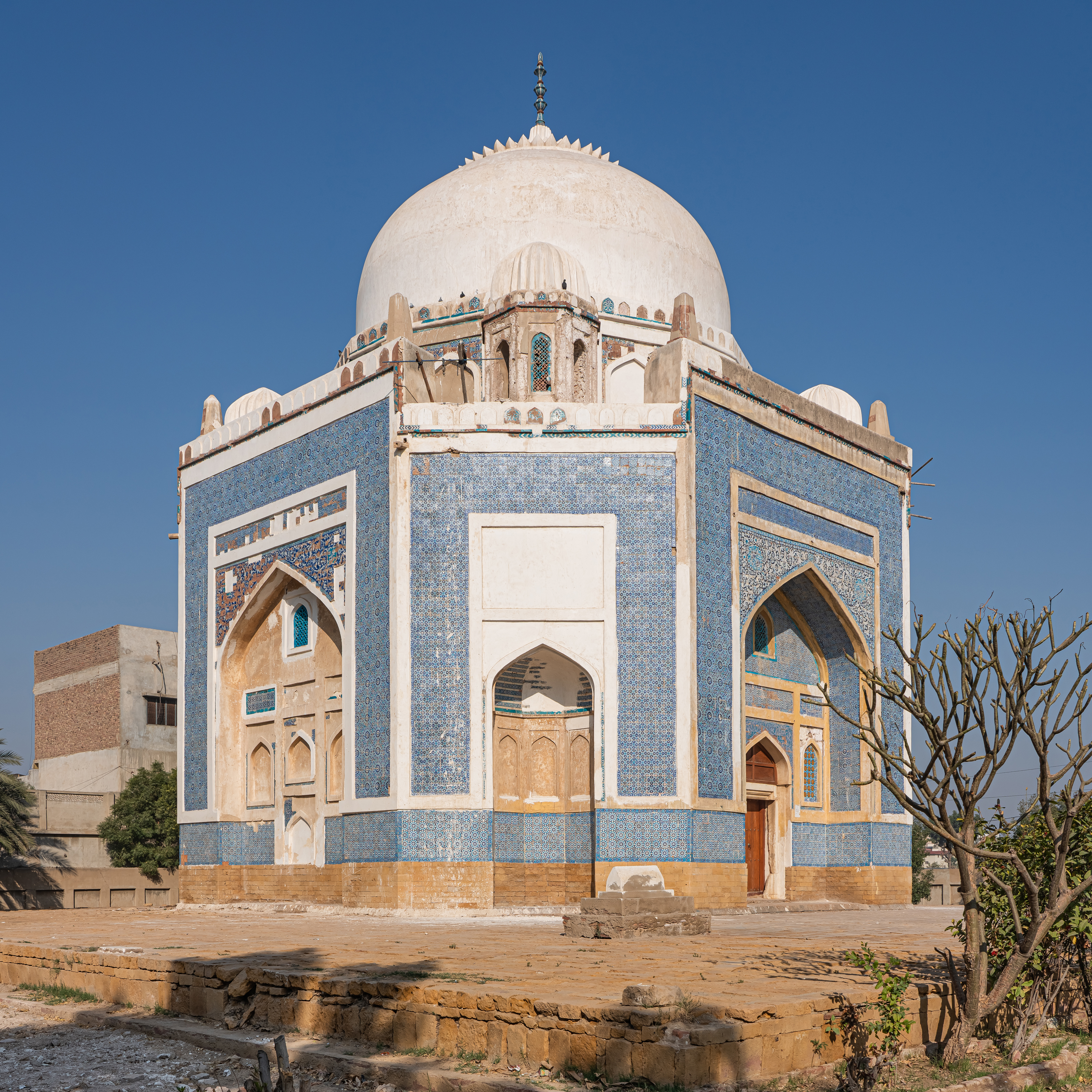
Vista lateral
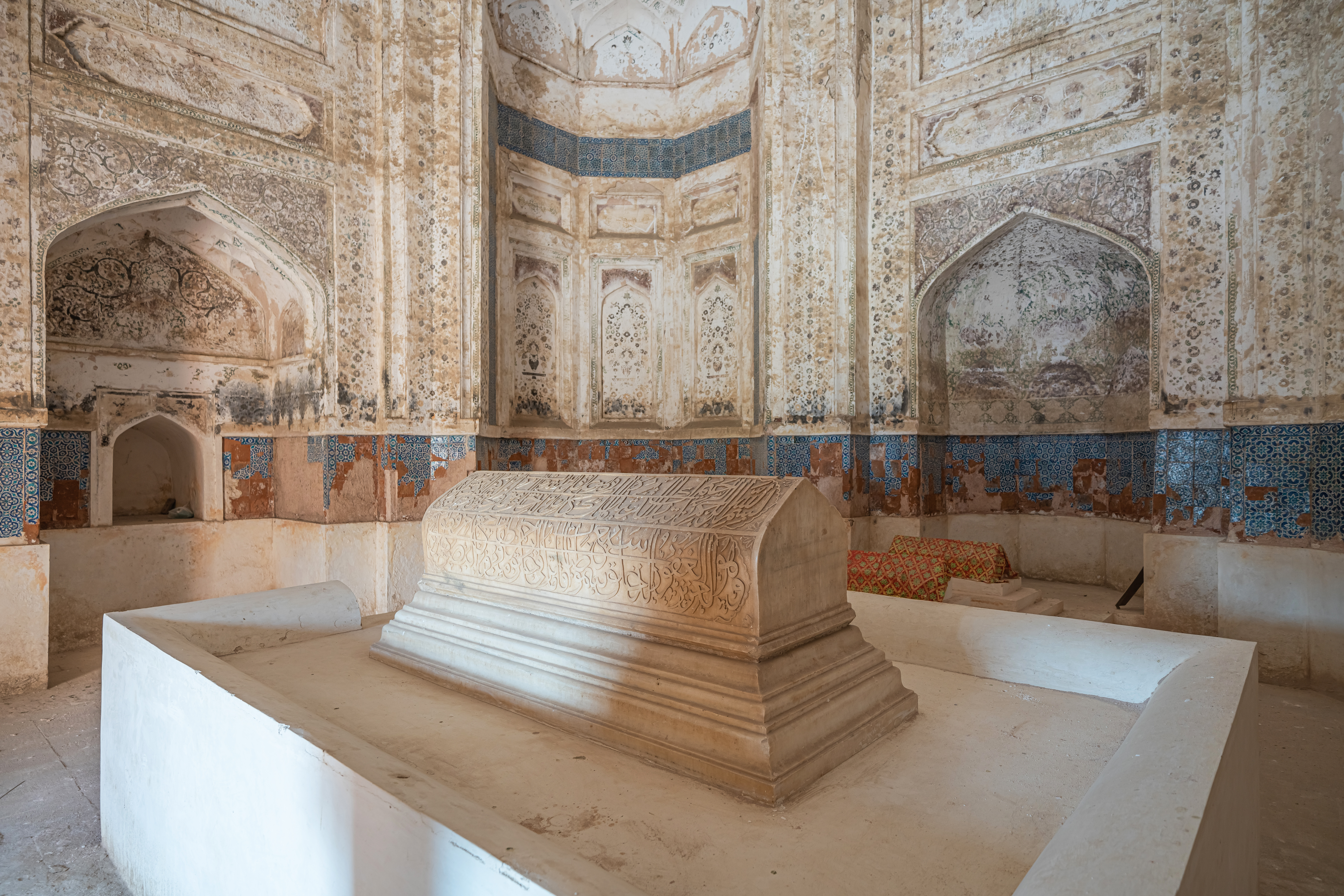
Interior do mausoléu
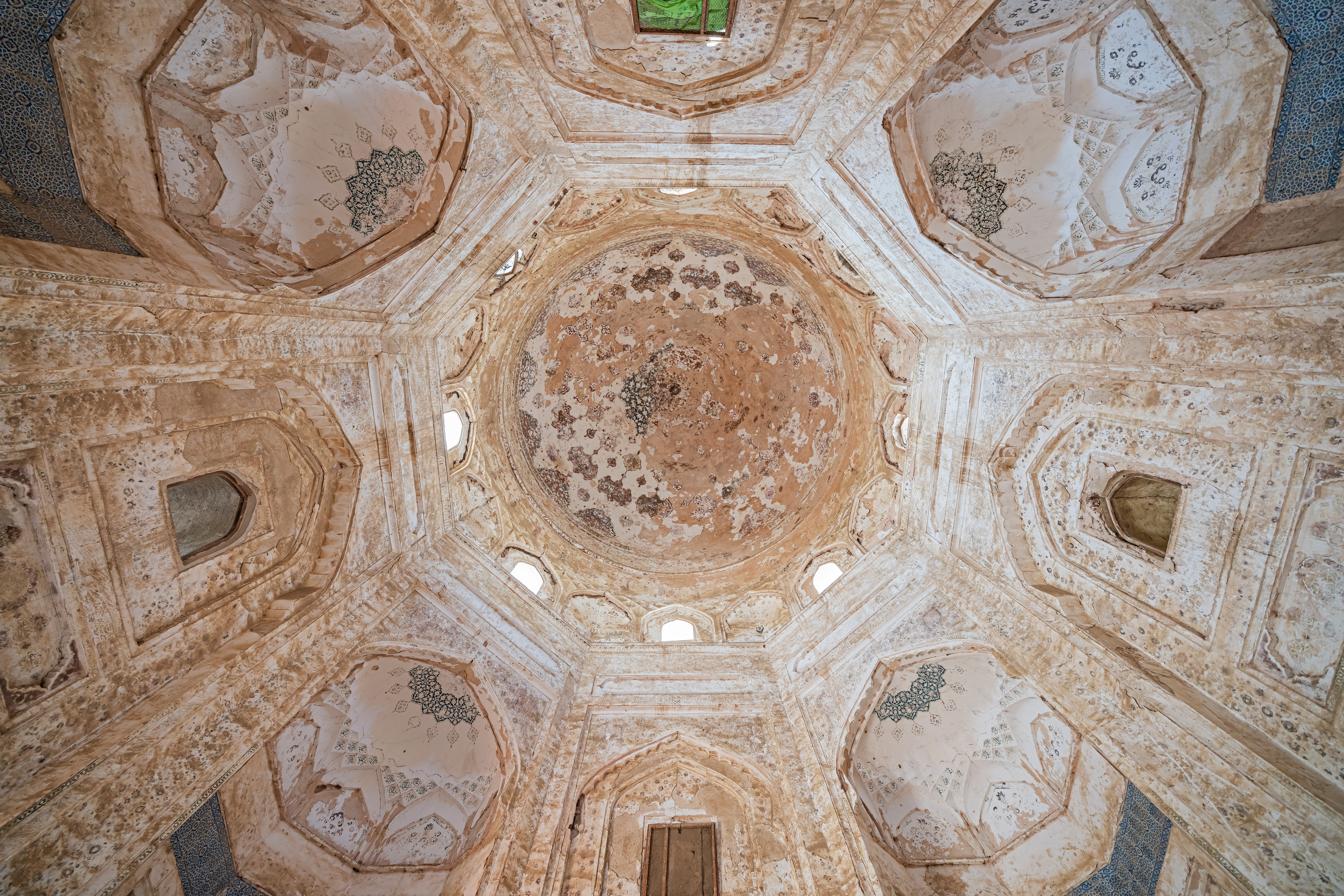
Interior do domo